# Paya Itik
Paya Itik is een bestuurslaag in het regentschap Deli Serdang van de provincie Noord-Sumatra, Indonesië. Paya Itik telt 1259 inwoners (volkstelling 2010).